# Isolation (álbum de Kali Uchis)
Isolation é o álbum de estúdio de estreia da cantora colombiana-estadunidense Kali Uchis. Seu lançamento ocorreu em 6 de abril de 2018 por meio das gravadoras Rinse, Virgin EMI e Universal. Após lançar o extended play Por Vida (2015), que recebeu elogios da crítica profissional, Uchis continuou produzindo conteúdo para seu primeiro lançamento de longa duração. Ela embarcou em sua primeira turnê na segunda metade de 2015, realizando concertos ao lado de Leon Bridges. Predominantemente R&B e soul, o disco faz uso de uma variedade de gêneros musicais, desde o reggaeton até a bossa nova. Liricamente, discute o sentimento de solidão em paralelo a paixões e desilusões.
Em maio de 2017, a canção "Tyrant" foi lançada como primeiro single do disco, seguida de "Nuestro Planeta" em agosto, "After the Storm" em janeiro de 2018, e "Just a Stranger" em outubro de 2018.[carece de fontes?] Após seu lançamento, Isolation recebeu aclamação da crítica profissional, com elogios direcionados à multiplicidade de gêneros, ao conteúdo lírico e ao desempenho vocal de Uchis. Comercialmente, o disco atingiu a posição 32 na Billboard 200, tabela musical dos Estados Unidos, enquanto apareceu no número 70 no Canadá e 62 no Reino Unido.

## Composição e letras
"Quando eu estava fazendo este álbum, eu realmente não queria ser influenciada pela música atual ou por outros artistas. Eu estava preocupada que talvez minha música não fosse acolhida por outras pessoas porque não se correlaciona com o que é tendência no momento, mas acho que abraçar o isolamento disso e assumir o risco de criar coisas que não parecem qualquer outra coisa no momento torna a música emocionante. Isso faz parte do que torna a vida emocionante. Isso faz parte de ser um artista".

— Uchis em entrevista à Vogue.
Liricamente, Isolation aborda sentimentos da cantora, como paixões e desilusões, e discute o isolamento, resultando no título do disco. Sobre as letras, Cleber Facchi do Miojo Indie as adjetivou como "poemas apaixonados, canções sufocadas pela saudade e pequenas desilusões amorosas que acabam servindo de base para a construção da identidade poética de Uchis". Em entrevista à National Public Radio, Uchis comentou que "Killer", última faixa do disco, surgiu a partir de suas experiências com um relacionamento abusivo que ela viveu dos 15 aos 19 anos e de sua relação negativa com sua família.
O álbum é constituído de um leque de gêneros musicais distintos. Escrevendo para o The A.V. Club, Kelsey J. Waite classificou "Body Language", introdução de Isolation, como uma canção de bossa nova, enquanto "Miami" foi vista como R&B progressivo e "Nuestro Planeta" como pop latino. A última também foi considerada "um hit noturno e sedutor" do gênero reggaeton e conta com a participação do cantor colombiano Reykon. "After the Storm", uma colaboração com os estadunidenses Tyler, the Creator e Bootsy Collins, é uma "balada funk" que "quebra" a suavidade recorrente em outras faixas do álbum. O funk também está presente em "Your Teeth In My Neck". "Just a Stranger" é uma faixa inspirada na música soul e contém vocais, composição e produção de ´´Steve Lacy (músico)|Steve Lacy]], guitarrista da banda The Internet. "Flight 22" é uma produção baseada no blues na qual Uchis "ecoa com mais dureza a sua voz". "In My Dreams" contém características do indie pop e rock eletrônico e foi comparada por Facchi ao trabalho de Santigold.

## Promoção
Em março de 2018, Uchis fez sua estreia na televisão, cantando "After the Storm" com Tyler, the Creator em uma participação no The Tonight Show.

## Recepção da crítica
| Críticas profissionais | Críticas profissionais |
| Pontuações agregadas   | Pontuações agregadas   |
| Fonte                  | Avaliação              |
| ---------------------- | ---------------------- |
| Metacritic             | 88/100                 |
| Avaliações da crítica  |                        |
| Fonte                  | Avaliação              |
| AllMusic               | [ 16 ]                 |
| The A.V. Club          | B+                     |
| Clash                  | 8/10                   |
| Consequence of Sound   | A-                     |
| Exclaim!               | 8/10                   |
| The Independent        | [ 20 ]                 |
| NME                    | [ 21 ]                 |
| Pitchfork              | 8.6/10                 |
| Q                      | [ 23 ]                 |
| Rolling Stone          | [ 24 ]                 |

Isolation recebeu muitos elogios dos críticos. No Metacritic, que atribui uma classificação normalizada de 0 a 100 a críticas de publicações populares, o álbum recebeu uma pontuação média de 87, com base em 17 críticas. Ilana Kaplan, do The Independent, escreveu que Uchis "foi amplamente subestimada nos últimos anos, mas o Isolation pode finalmente dar a ela a atenção que merece". Em uma crítica elogiosa para a Paste, Madison Desler afirmou que "para que um álbum com quinze faixas seja consistentemente bom é... um triunfo artístico digno de todas as listas dos melhores álbum no final do ano", concluindo que o álbum "talvez sinalize uma lenda em construção". Rupert Howe, crítico da revista Q, elogiou o "carisma pop natural" de Uchis e sua "capacidade de deslizar sem esforço entre os gêneros". Para a Rolling Stone, Joe Levy elogiou o álbum como "fascinante" e, ao mesmo tempo, "vintage e futurista", comparando-o com os trabalhos de Beck e OutKast. Em uma crítica de cinco estrelas, Thomas Smith, da NME, comentou que "milagrosamente, [o álbum] não parece forçado de forma alguma: é uma alegria testemunhar sua penetração e possessão de qualquer gênero". Escrevendo para a revista canadense Exclaim!, A. Harmony pontuou o álbum com uma nota 8 de 10 e escreveu que Uchis "dobra os gêneros à sua vontade, em vez de permitir que absorvam sua identidade, fazendo um esforço impressionante que só melhorará à medida de seu envelhecimento". Julianne Escobedo Shepherd da Pitchfork escreveu que Isolation "posiciona [Uchis] para se tornar uma nova força gravitacional no pop". A Pitchfork também incluiu o álbum na 38ª posição de sua lista dos 50 melhores álbuns de 2018, com Daphne Carr escrevendo que a obra "homenageia o passado do pop ao mesmo tempo em que soa novo através de uma homenagem brilhante aos favoritos das jukeboxes negras e latinas e uma lista global de colaborações alojada em uma clássica estética de soul/R&B".
Em uma avaliação positiva, o portal Tenho Mais Discos do Que Amigos descreveu o conteúdo lírico do álbum como um "doce furacão" e comentou: "Diante de tremenda tempestade de ritmos, não é difícil descobrir os pontos de conexão entre as faixas. Praticamente em todas as canções, Kali Uchis deixa em evidência um refrão marcante, o chamado refrão chiclete, e, assim, dá uma roupagem comercial para as canções. E ela faz muito bem isto". Cleber Facchi, do Miojo Indie, deu ao álbum a nota 8.6 e concluiu: "Comercial quando próximo de outros exemplares recentes da música negra, [...] Isolation encontra na fluidez acessível dos versos um poderoso elemento de diálogo com o grande público, [...]. Trata-se de uma obra comercial e cravejada de hits, mesmo na complexidade dos arranjos e temas instrumentais que vão do jazz ao soul dos anos 1970. Um lento desvendar de ideias e tendências que não apenas apresentam o trabalho de Kali Ushis, como fazem do presente álbum um dos grandes exemplares do novo pop/R&B." Sara Miguel Dias, escrevendo para o portal Comunidade Cultura e Arte, deu cinco estrelas ao álbum, adjetivando-o como "excelente" e afirmando que Uchis "criou o mais sedutor e fluido álbum do ano até à data".

### Listas de fim de ano
| Publicação    | Lista                                | Posição | Ref.   |
| ------------- | ------------------------------------ | ------- | ------ |
| GQ ( Rússia)  | Os 20 melhores álbuns de 2018        | 10      | [ 28 ] |
| Pitchfork     | Os 50 melhores álbuns de 2018        | 38      | [ 26 ] |
| NPR           | Os 50 melhores álbuns de 2018        | 9       | [ 29 ] |
| Billboard     | Os 50 melhores álbuns de 2018        | 16      | [ 30 ] |
| The Guardian  | Os 50 melhores álbuns de 2018        | 21      | [ 31 ] |
| Dazed         | Os 20 melhores álbuns de 2018        | 11      | [ 32 ] |
| Stereogum     | Os 50 melhores álbuns de 2018        | 28      | [ 33 ] |
| Spin          | Os 51 melhores álbuns de 2018        | 20      | [ 34 ] |
| The A.V. Club | Os melhores álbuns pop e R&B de 2018 | —       | [ 11 ] |
| Exclaim!      | Os 10 melhores álbuns de soul e R&B  | 3       | [ 35 ] |

## Lista de faixas
| N.º            | Título                                                      | Compositor(es)       | Produtor(es)              | Duração |  |
| 1.             | "Body Language"                                             | Uchis                | Thundercat Keith          | 2:16    |  |
| 2.             | "Miami" (com BIA)                                           | Uchis Bianca Landrau | Sitek Keith DJ Dahi       | 4:04    |  |
| 3.             | "Just a Stranger" (com Steve Lacy)                          | Uchis Lacy           | Romil Lacy                | 2:58    |  |
| 4.             | "Flight 22"                                                 | Uchis                | Gordon Uchis Rowe         | 3:37    |  |
| 5.             | "Your Teeth in My Neck"                                     | Uchis                | The Wlderness             | 3:06    |  |
| 6.             | "Tyrant" (com Jorja Smith)                                  | Uchis Smith          | Sounwave Dopson Mozee     | 3:24    |  |
| 7.             | "Dead to Me"                                                | Uchis                | Two Inch Punch            | 3:20    |  |
| 8.             | "Nuestro Planeta" (com Reykon)                              | Uchis                | The Rude Boyz             | 3:23    |  |
| 9.             | "In My Dreams"                                              | Uchis                | Gorillaz                  | 3:21    |  |
| 10.            | "Gotta Get Up"                                              | Uchis                | Crocker Midas Touch Gitty | 1:53    |  |
| 11.            | "Tomorrow"                                                  | Uchis                | Parker                    | 3:10    |  |
| 12.            | "Coming Home"                                               | Uchis                | Sounwave Kurstin          | 2:40    |  |
| 13.            | "After the Storm" (com Tyler, the Creator e Bootsy Collins) | Uchis Tyler Okonma   | BADBADNOTGOOD             | 3:27    |  |
| 14.            | "Feel Like a Fool"                                          | Uchis                | Crocker                   | 3:05    |  |
| 15.            | "Killer"                                                    | Uchis                | Gordon Keith [a]          | 2:52    |  |
| Duração total: | Duração total:                                              | Duração total:       | Duração total:            | 46:30   |  |

Notas
- ↑[a]  indica um produtor vocal.
- "Gotta Get Up" contém elementos de "Love in Triplicate", de Midas Touch.
- "After the Storm" contém elementos de "Wesley's Theory", de Kendrick Lamar, George Clinton, e Thundercat.

## Créditos e equipe
Informações adaptadas do encarte de Isolation.
Músicos
- Thundercat  – baixo, violão, bateria (faixa 1)
- David Sitek – violão, baixo (faixa 2)
- DJ Dahi – teclados, programação (faixa 2)
- Wayne Gordon – violão, glockenspiel (faixa 4); arranjo de cordas (faixas 4, 15)
- Tommy Brenneck – violão (faixas 4, 15)
- Nick Movshon – baixo (faixas 4, 15)
- Victor Axelrod – piano (faixas 4, 15)
- Dave Guy – trompete (faixas 4, 15)
- Neal Sugarman – saxofone tenor (faixas 4, 15)
- Cochemea Gastelum – saxofone barítono (faixas 4, 15)
- Coco Taguchi – violino (faixas 4, 15)
- Garo Yellin – violoncelo (faixas 4, 15)
- Homer Steinweiss – bateria (faixas 4, 15)
- Bosco Mann – arranjos (faixas 4, 15)
- Asa Davis – teclados, baixo (faixa 5)
- Kevin Arcilla – guitarra, baixo (faixa 5)
- TJ Osinulu – bateria (faixa 5)
- Sounwave – teclados (faixa 6); drums, programming (faixa 12)
- Larrance Dopson – programação (faixa 6)
- Jairus Mozee – violão (faixa 6)
- Two Inch Punch – baixo, teclados, bateria, percussão, programação (faixa 7)
- John Foyle – sintetizador, violão, programação (faixa 7)
- The Rude Boyz – teclados, programação (faixa 8)
- Damon Albarn – vocais, violão, baixo, teclados, bateria, percussão, programação (faixa 9)
- Josh Crocker – programação (faixas 10, 14); violão, baixo, teclados, bateria, percussão (faixa 14)
- Jeff Gitty – violão (faixa 10)
- Kevin Parker – bateria, violão, teclados, percussão, baixo, programação (faixa 11)
- Greg Kurstin – sintetizador, piano, Moog, teclados (faixa 12)
- Chester Hansen – baixo, sintetizador (faixa 13)
- Matthew Tavares – teclados (faixa 13)
- Leland Whitty – violão (faixa 13)
- Alexander Sowinski – bateria, percussão (faixa 13)

Equipe técnica
- Keith Parry – gravação (faixas 1, 2, 10, 15)
- Kyle VandeKerkhoff – gravação (faixa 3)
- Wayne Gordon – gravação (faixa 4)
- Simon Guzman – gravação (faixas 4, 15)
- Eric Stenman – gravação (faixas 5, 9, 11, 12)
- James Musshorn – gravação (faixa 5, 6, 9, 11, 12)
- Matthew Emonson – gravação (faixa 5)
- Todd Bergman – gravação (faixa 6)
- Two Inch Punch – gravação, mixagem (faixa 7)
- Mavig – gravação, mixagem (faixa 8)
- Vic Wainstein – gravação (faixa 13)
- Brandon Kelly – gravação (faixa 14), assistência de gravação (faixas 1, 2)
- Jeff Ellis – mixagem (faixas 1–3, 5, 6, 9, 11–15)
- Tony Maserati – mixagem (faixa 4)
- John Foyle – mixagem (faixa 7)
- Timothy Nguyen – assistência de mixagem (faixas 1–3, 5, 6, 9–15)
- Chico Torres – assistência de mixagem (faixas 1–3, 5, 6, 9–15)
- Josh Crocker – assistência de mixagem(faixa 14, 15)
- Dave Kutch – masterização (all faixas)

## Desempenho nas tabelas musicais

### Posições
| Tabela musical (2018)                         | Melhor posição |
| --------------------------------------------- | -------------- |
| Bélgica (Ultratop de Flandres)                | 65             |
| Bélgica (Ultratop da Valônia)                 | 190            |
| Canadá (Canadian Albums Chart)                | 70             |
| Estados Unidos (Billboard 200)                | 32             |
| Estados Unidos (Billboard R&B/Hip-Hop Albums) | 17             |
| Estados Unidos (Billboard Top R&B Albums)     | 4              |
| Nova Zelândia (Heatseeker Albums)             | 2              |
| Países Baixos (MegaCharts)                    | 96             |
| Reino Unido (UK Albums Chart)                 | 62             |